# 濟南頜鬚鮈
济南颌须鮈（学名：Gnathopogon tsinanensis）为輻鰭魚綱鯉形目鲤科颌须鮈属的鱼类。在中国，分布于黄河水系等。该物种的模式产地在济南。體長可達10公分。

## 扩展阅读
- 黄河土著鱼类列表